# Sporophila hypoxantha
El capuchino canela (en Argentina, Paraguay y Uruguay) o semillero ventricanela (Sporophila hypoxantha), también denominado espiguero de vientre leonado (en Perú), gargantillo canela (en Uruguay) o espiguero de vientre crema,  es una especie de ave paseriforme de la familia Thraupidae perteneciente al numeroso género Sporophila. Es nativo del centro oriental de América del Sur.

## Distribución y hábitat
Se distribuye desde el centro de Brasil (sur de Mato Grosso, Goiás y oeste de Minas Gerais hacia el sur hasta el norte de Río Grande do Sul), norte, oeste y este de Bolivia (La Paz, este de Beni y Santa Cruz), Paraguay, oeste de Uruguay, y las provincias del nordeste y noroeste de Argentina (Salta al sur hasta el norte de Tucumán y norte de Córdoba; Formosa y Misiones, Santa Fe, Corrientes y Entre Ríos), llegando por el sur hasta la ribera austral del Río de la Plata, en el nordeste de Buenos Aires. Las poblaciones sureñas migran hacia el norte, llegando hasta Tocantins, en Brasil. Registrado como migrante ocasional en el extremo sureste de Perú, en Pampas del Heath, Puno.
Esta especie es considerada bastante común en sus hábitats naturales: los pastizales del cerrado, campos, pastajes ligeramente pastoreadas y costados de caminos, hasta los 1100 m de altitud. Los movimientos migratorios son inciertos.

## Sistemática

### Descripción original
La especie S. hypoxantha fue descrita por primera vez por el ornitólogo alemán Jean Cabanis en 1851 bajo el mismo nombre científico; la localidad tipo es: «Montevideo, Uruguay».

### Etimología
El nombre genérico femenino Sporophila es una combinación de las palabras del griego «sporos»: semilla, y  «philos»: amante; y el nombre de la especie «hypoxantha» se compone de las palabras del griego  «hupo»: debajo, y «xanthus»: amarillo.

### Taxonomía
Esta especie fue una vez considerada conespecífica con Sporophila minuta, pero datos moleculares y detalles de voz sugieren que las dos no son parientes próximas. Los datos presentados por los amplios estudios filogenéticos recientes demostraron que la presente especie es próxima de Sporophila ruficollis y el par formado por ambas es próximo de S. palustris, y que el  clado resultante es próximo del par formado por S. hypochroma y S. pileata. Es monotípica.